# Ataques de luta profissional
Manobras de ataque em luta profissional são geralmente usadas para preparar o oponente para um ataque de submissão, um arremesso ou no objetivo de realizar o pin.
Existe uma enorme variedade de ataques no wrestling profissional. Muitos movimentos são conhecidos por vários nomes, pois, os wrestlers profissionais dão frequentemente aos seus "finishers" (movimentos especiais que geralmente resultam em vitórias) nomes novos. Ocasionalmente esses novos termos tornam-se tão populares que acabam por substituir o termo original.
O wrestling profissional contém uma variedade de murros e chutes que podem ser encontrados nas artes marciais e em outros combates desportivos. Contudo, nesta lista inserem-se principalmente os movimentos que estão mais relacionados com o wrestling.
Muitos dos movimentos descritos podem ser também efetuados a partir de uma plataforma superior (como a corda superior), sendo esses chamados variações aéreas.
Os movimentos estão listados dentro de categorias principais, porém, muitos destes movimentos são proibidos na luta greco-romana e no freestyle wrestling.

## Bell Clap
Esse é um movimento simples geralmente mais utilizado para o lutador se livrar do movimento de submissão Bearhug, onde ele acerta simultaneamente tapas nas orelhas do adversário. Ele também pode ser usado em outros momentos para deixar o oponente confuso/perdido devido as pancadas na região próxima a cabeça.

## Body press

### Big splash
Esse movimento consiste no lutador saltar para frente e contrair o estômago enquanto está no ar e em seguida cair com seu corpo cobre o corpo do adversário, colidindo a barriga de ambos. Em algumas ocasiões o lutador pode se aproximar do oponente correndo antes de aplicar o movimento.

### Body avalanche
Esse movimento é aplicado com o lutador colidindo seu corpo contra o corpo do oponente para derrubá-lo. Ele é mais comumente usado quando o adversário está encostado no turnbuckle e então o aplicante 'esmaga' o adversário com seu corpo ao fazer pressão com o turnbuckle nas costas do adversário.
Esse é um movimento usado por lutadores de mais peso.

### Crossbody
Também conhecido como crossbody block, esse movimento é realizado com o lutador pulando em cima do adversário com seu corpo 'deitado' no ar na posição horizontal, fazendo com que o adversário caia na lona com  ele por cima, onde geralmente o lutador inicia um Pinfall.

### Stinger splash
Movimento de homenagem a Stinger, onde o lutador segura na mão de seu oponente e o lança contra um turnbuckle correndo logo atrás dele para quando o oponente virar-se e colidir suas costas no local o lutador atacante colidirá seu peitoral contra o peitoral do oponente como no Body Avalanche. Entretanto, esse movimento pode ser usado por lutadores mais leves.

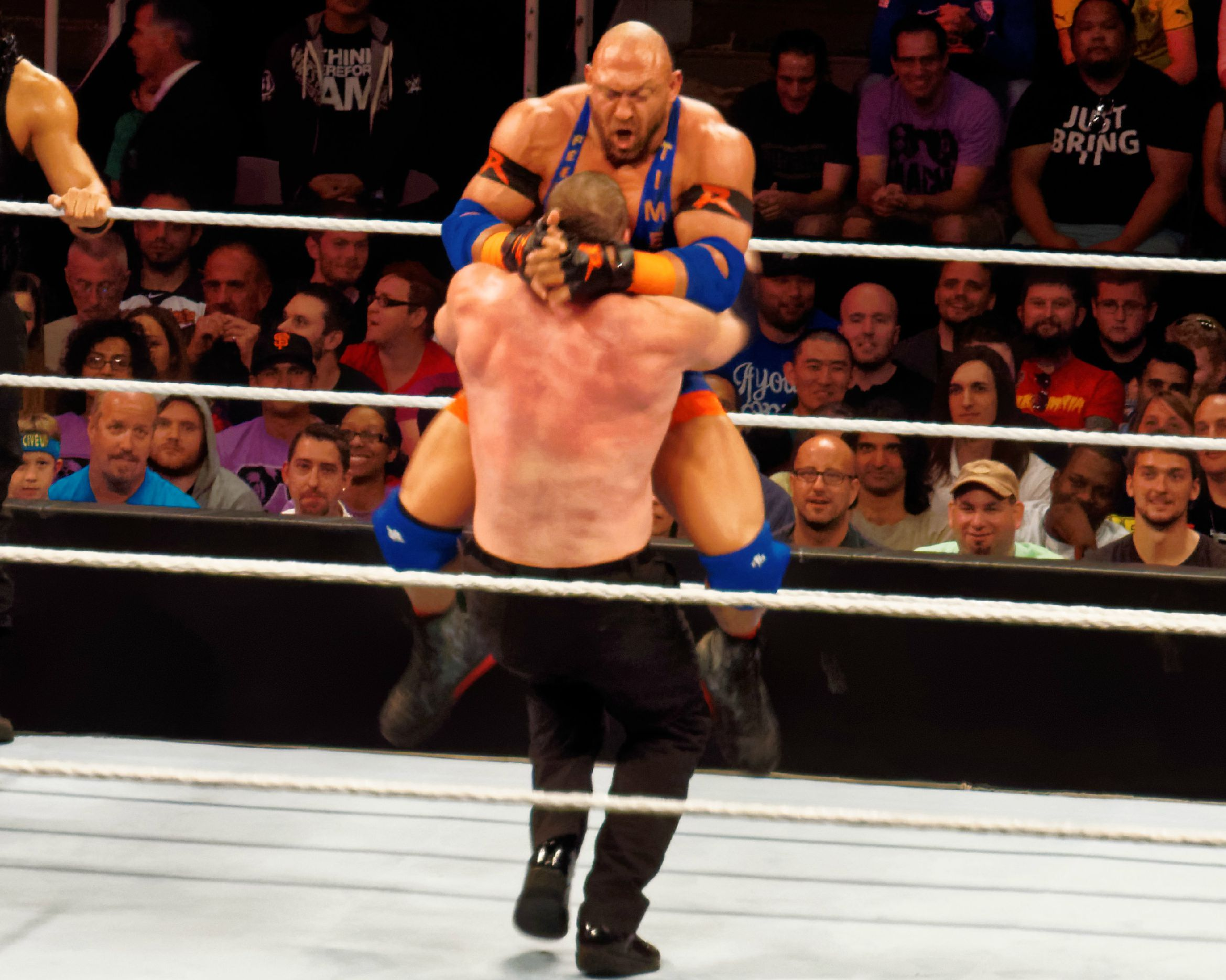
Ryback aplicando o Lou thesz press em Kane.

### Lou thesz press
Esse movimento foi popularizado e nomeado por Lou Thesz. Ele consiste no usuário saltar em cima do adversário com suas pernas sendo colocadas ao lado de cada lado do corpo do oponente, fazendo-o cair de costas na lona em baixo dele, onde o lutador, agora por cima do adversário, pode aplicar uma sequência de mat slams ou socos.
Esse movimento pode ser utilizado tanto pelo lutador parado com o oponente correndo em sua direção quanto o lutador correndo na direção do oponente.

## Bronco buster

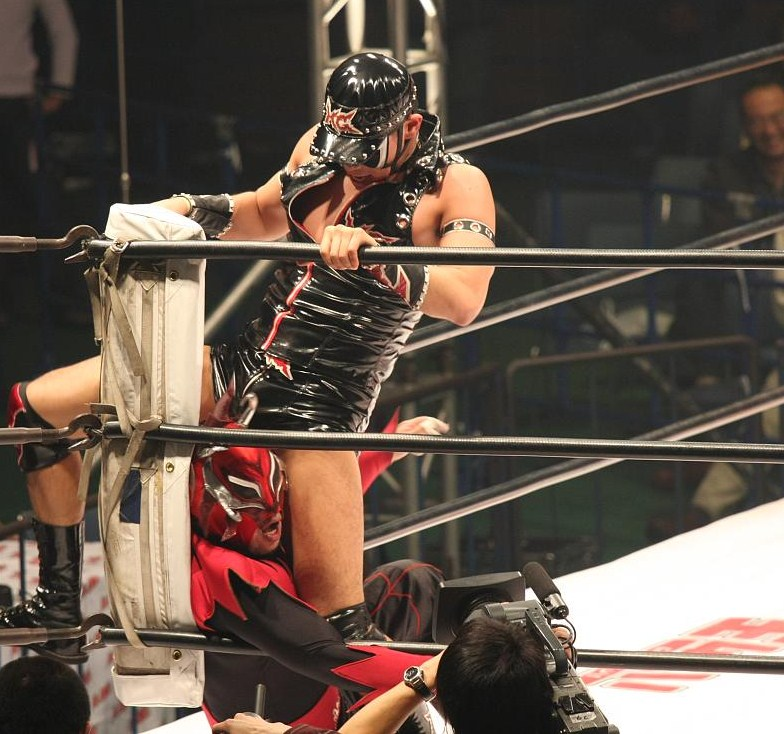
Razor Ramon HG aplicando um Bronco Buster.

Nesse movimento o oponente está sentado encostado no turnbuckle enquanto o lutador atacante corre em sua direção e pula com as pernas abertas, caindo sentado sobre o peitoral do adversário com suas pernas passando por cima das cordas inferior enquanto se apoia segurando nas cordas superiores, onde ele começa a ficar 'pulando' no colo do adversário. Esse movimento é geralmente utilizado como forma de humor ou com conotação sexual pelos lutadores.

### Koronco buster
Semelhante ao bronco buster, o lutador atacante executa os mesmos movimentos. Entretanto, ao invés de pular no colo do adversário ele desfere vários socos contra o adversário.

## Chops

### Backhand chop

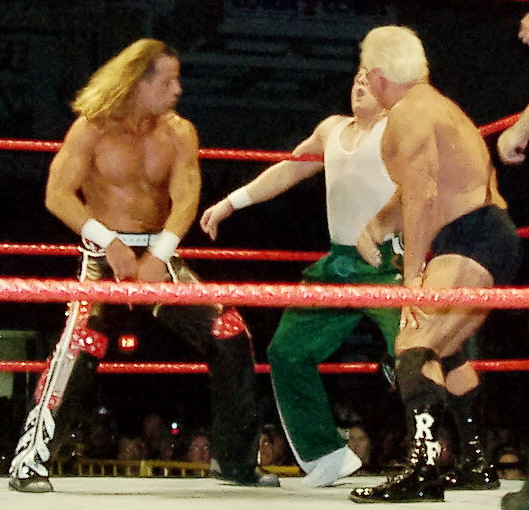
Shawn Michaels e Ric Flair aplicando edge chops em Mikey

Nesse movimento o lutador acerta vários tapas com a parte de trás de sua mão contra o peitoral do adversário. Muitos lutadores referem-se a esse movimento como knife edge chop devido ter sido popularizado por Ric Flair e a multidão responder com um "woo" durante o ataque.

### Cross chop
Essa variação ocrre com a combinação de um crossbody, onde ao saltar o lutador cruza seus braços a frente de seu corpo deixando-os com um formado de "X", atingindo então seus braços contra o oponente e derrubando-o.

### Forehand chop
Como na versão original, esse movimento é aplicado com o lutador desferindo vários tapas contra o peitoral do oponente. Entretanto, essa versão é utilizada a palma da mão do lutador e não a parte de trás.

### Kesagiri chop
É uma variação onde o lutador acerta sua mão na diagonal contra o lado do pescoço do adversário.

### Mongolian chop
É um movimento no qual o lutador acerta os dois lados do pescoço do adversário usando suas duas mãos na diagonal ao mesmo tempo.

### Overhead chop
Também conhecido como brain chop ou tomahawk chop. O lutador puxa sua mão para trás e em seguida a traz para frente com força acertando ela verticalmente contra a cabeça do adversário. Esse movimento é geralmente usado por lutadores mais alto como The Great Khali e Andre the Giant.

## Clothesline
Nesse movimento o lutador levanta seu braço consideravelmente ereto para o lado e acerta a região do pescoço/peitoral do adversário, fazendo-o cair deitado de costas na lona. O ataque pode ser executado tanto com o adversário parado quanto com ele correndo em direção ao lutador. Geralmente os lutadores tendem a fazer seções consecutivas do movimento.

### Cactus clothesline
É uma variação do clothesline na qual é bastante utilizada em lutas battle royal para eliminar os oponentes. O movimento é executado pelo lutador enquanto o adversário está encostado de costas nas cordas na tentativa de fazê-lo virar para trás em um Backflip sobre as cordas e cair fora do ringue.
Esse movimento começou a se tornar popular após ser usado constantemente por Mick Foley após sua gimmick "Cactus Jack".

### Corner clothesline
O lutador aproveita enquanto seu adversário está escorado no turnbuckle e então corre em sua direção, aplicando-o o clothesline. O lutador pode aplicá-lo de pé ou então pulando enquanto corre na direção de seu oponente, pulando e sentando nas cordas ao mesmo tempo que aplica o movimento.

### Double Clothesline
Essa variação é uma versão na qual o lutador executa o movimento em dois lutadores usando seus dois braços, atingindo os oponentes com cada um deles. Esse movimento é comumente usado em lutas handicap para o lutador atacar dois oponentes ao mesmo tempo, ou até mesmo em outros tipos de combates envolvendo mais de um adversário.

### Leaping clothesline
Essa é uma versão básica do clothesline onde a única diferença é a qual o lutador executa um salto enquanto aplica o golpe, caindo de joelhos na lona logo em seguida.

### Rebound clothesline
Nesse movimento o lutador lança seu oponente contra as cordas e ao mesmo vai junto a ele sem que ele perceba. Após o lutador atingir as cordas e estar sendo lançado de volta ele vira-se para trás para encontrar-se com seu adversário que nesse momento o aplica um clothesline.

### Short-arm clothesline
Também conhecido como short clothesline ou short-range clothesline, esse movimento é realizado com o lutador segurando uma das mãos de seu adversário e com o braço oposto o aplicando um clothesline após puxá-lo para mais próximo com a mão que está o segurando.

### Springboard clothesline
O lutador executa um salto do lado de fora do ringue, da apron, onde logo após estar com os ambos pés em cima da corda superior executa um salto para frente na direção do oponente que está dentro do ringue e o aplica o golpe.

## Diving double axe handle
Também conhecido como diving axe handle, diving double axe handle smash ou diving double sledge. Esse movimento é executado quando o lutador salta de cima do turnbuckle com seus braços erguidos enquanto envolve suas mãos, acertando seus punhos/mãos contra seu oponente, podendo ser no rosto ou nas costas.

## Drops

### Atomic Drop

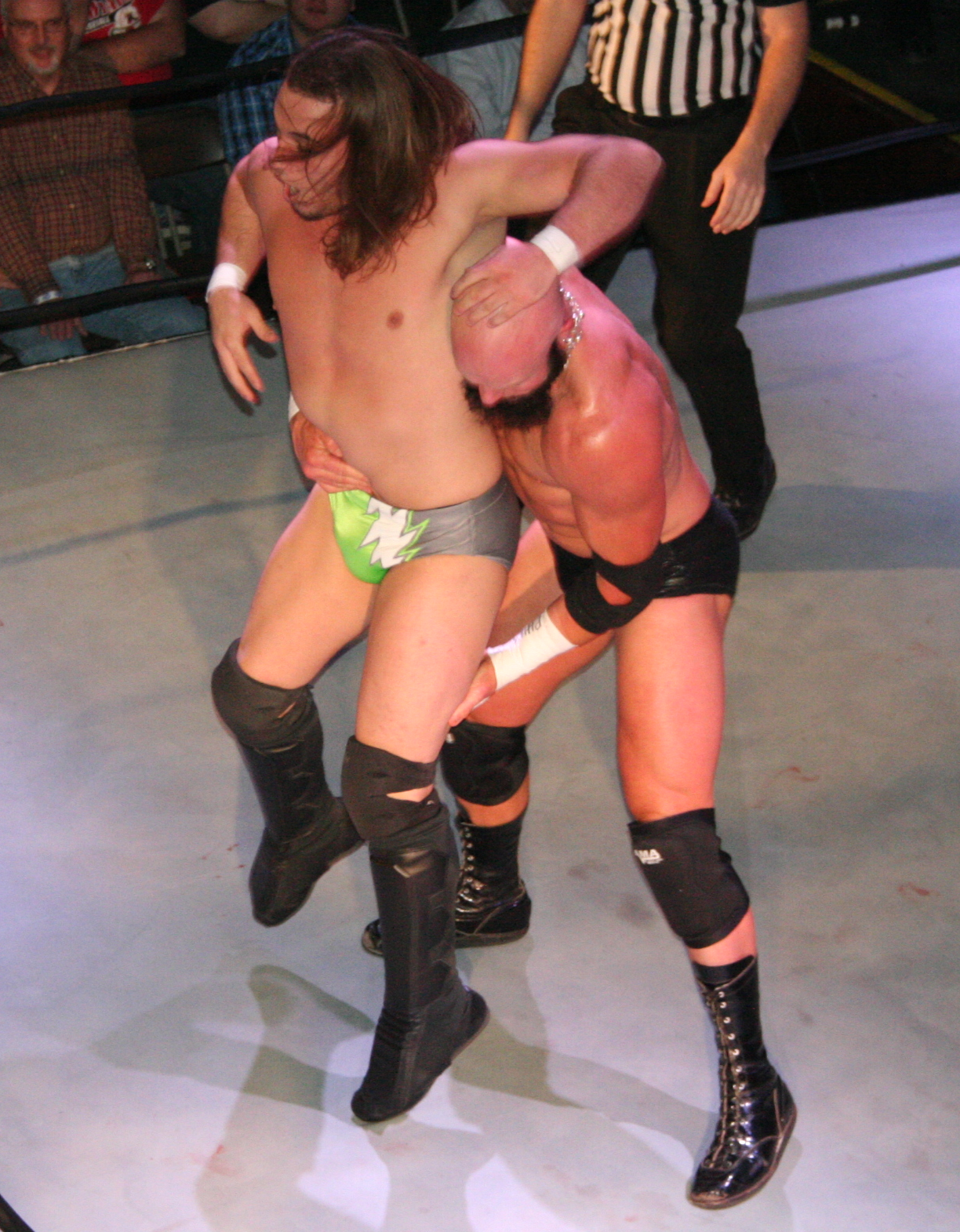
Lodi aplicando um Atomic Drop em Andrew Everett.

Nesse movimento o lutador segura o oponente por trás, como se fosse aplicar um back suplex, posicionando sua a cabeça entre uma das axilas do rival. Ele então levanta o adversário, porém o desce para a posição original, sendo que o atacante flexiona seu joelho entre as pernas do oponente, atingindo suas genitálias.

#### Inverted Atomic Drop
Nesta versão inversa o lutador levanta seu oponente de frente para ele segurando-o entre suas pernas e o descendo contra seu joelho flexionado como na versão original.

### Elbow drop

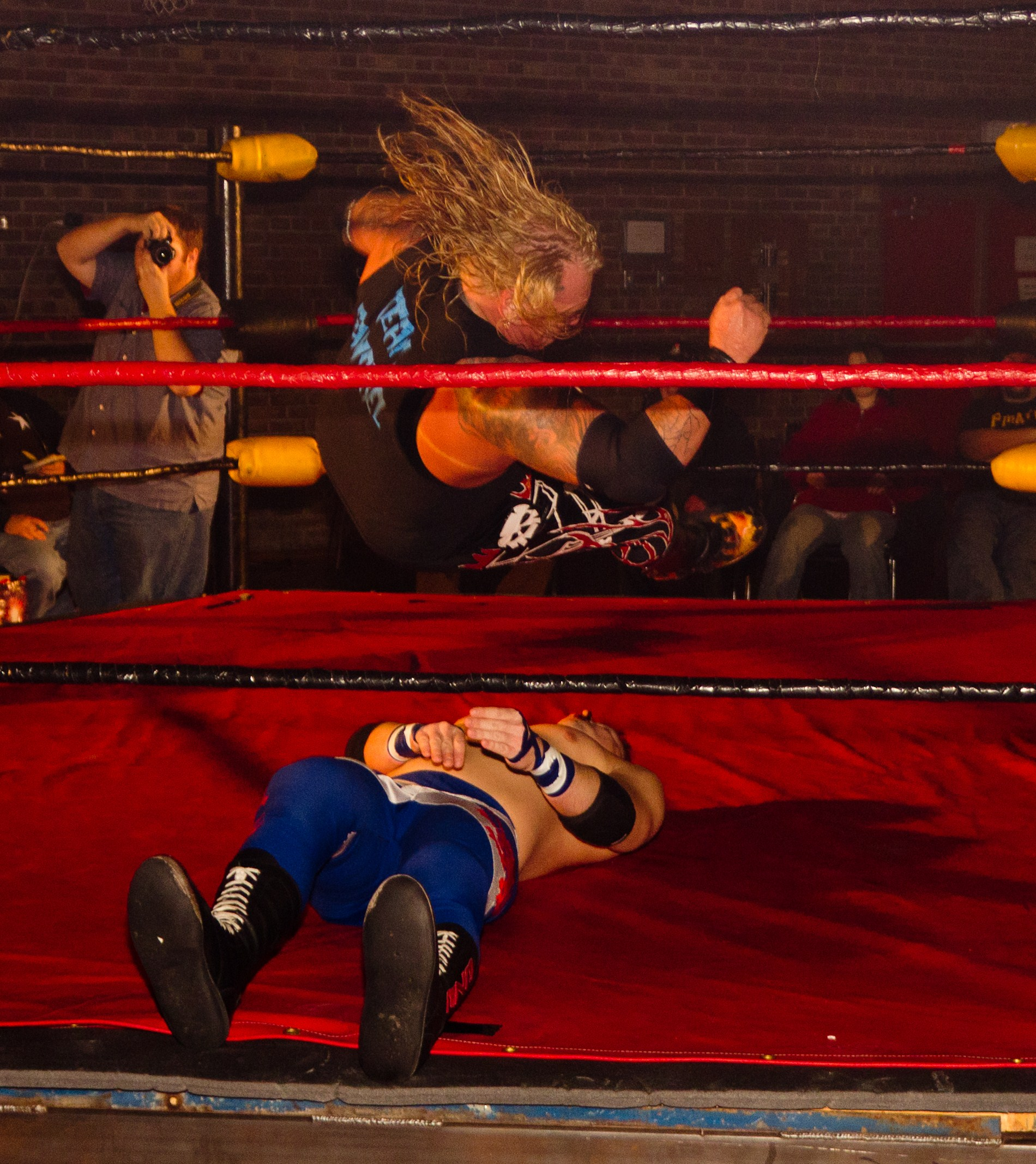
Gangrel aplicando um elbow drop.

O movimento é realizado com o lutador caindo ou pulando sobre qualquer parte do corpo de seu oponente com seu cotovelo flexionando. 

#### Spinning headlock elbow drop
Esse movimento é realizado quando o lutador prende seu oponente em um inverted facelock, onde ambos ficam virados para lados diferentes. O lutador então faz com que seu oponente caia enquanto ele faz um giro de 180° caindo rapidamente com seu cotovelo sobre o peitoral do adversário.
Outras variações ocorrem com o lutador caindo com todo o braço como em um lariat ao invés de apenas o cotovelo. Ele também pode ser executado com o lutador efetuando um salto antes da queda, tornando-se um sitout lariat.

### Fist drop

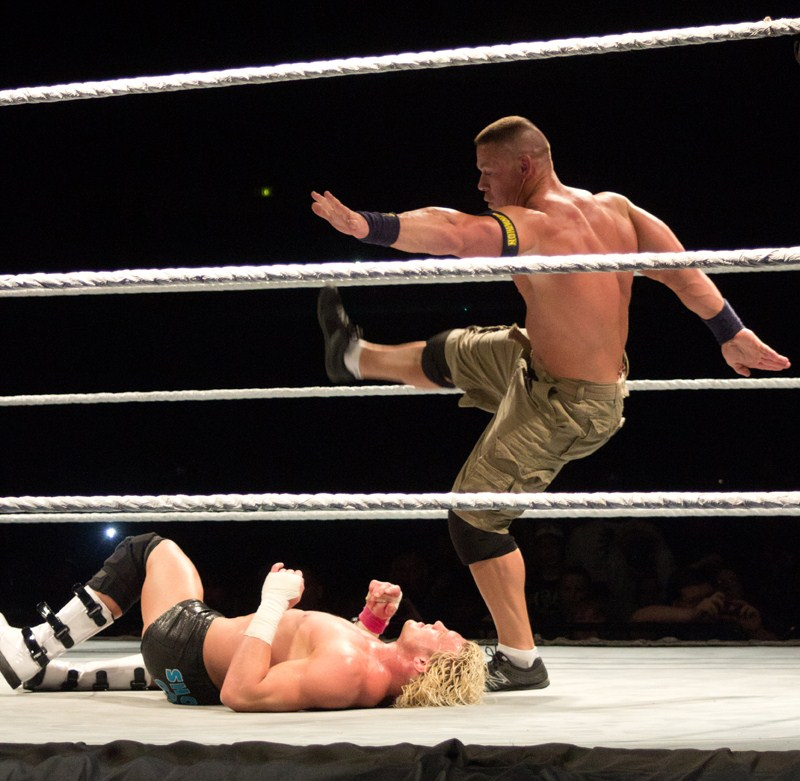
John Cena aplicando um fist drop em Dolph Ziggler.

Esse movimento é aplicado quando o lutador salta ou cai com seu punho contra qualquer parte do corpo do oponente que está deitado no tablado.

### Forearm drop
Esse movimento é aplicado quando o lutador salta ou cai com seu antebraço contra qualquer parte do corpo do oponente que está deitado no tablado.

### Headbutt drop
Esse movimento é aplicado quando o lutador salta ou cai com sua testa contra qualquer parte do corpo do oponente que está deitado no tablado.

### Leg drop
Esse movimento consiste no lutador cair com uma de suas pernas sobre o corpo do adversário. Geralmente esse ataque é feito após o lutador executar um salto para cair com mais precisão sobre o oponente. A parte do oponente a ser atingida por ser qualquer uma, mas é mais comum ser o pescoço atingido.

## Elbow
Os movimentos usando Elbow são movimentos no qual o lutador usa seu cotovelo para atingir seu oponente.

### Back elbow
Nesse movimento o lutador está parado enquanto o adversário se aproxima, assim, o lutador flexiona seu cotovelo enquanto o levanta consideravelmente para atingir ao rosto do oponente.
O movimento pode também ser executado com o lutador correndo na direção do oponente que está parado. Geralmente ele é efetuado dessa forma logo após o adversário virar-se para o oponente após estar de costas para ele.

### Bionic elbow
Esse movimento é executado quando o lutador levanta seu braço flexionando-o e em seguida trazendo-o para baixo o mais rápido possível para atingir com mais força seu cotovelo na cabeça do adversário.
Esse movimento é considerado ilegal em algumas companhias de MMA como por exemplo no UFC.

### Corner back elbow
Essa variação do movimento é feita quando o oponente está escorado no turnbuckle, onde o oponente lança seu braço flexionado para trás acertando o rosto do adversário.
Geralmente o movimento é aplicado com o lutador correndo na direção do adversário ou então com o lutador posicionado a frente de costas para o adversário onde inicia uma sequência do ataque com os dois cotovelos.

### Elbow smash
O lutador se aproxima correndo ao adversário e joga seu braço flexionado entre eles, fazendo com que seu cotovelo acerte o rosto do adversário. O contrário também pode ocorrer com o lutador parado e seu adversário correndo em sua direção, onde ele expõe seu cotovelo para que o oponente colida-se no cotovelo.

### Mounted elbow drop
O lutador se aproxima do oponente que está escorado no turnbuckle e sobe na corda do meio, ficando de frente para ele em uma altura diferente, onde com uma mão segura a cabeça do adversário e utiliza o outro braço flexionado para desferir vários Bionic Elbows contra a cabeça, pescoço ou ombro de seu adversário.

### Short-arm elbow smash
Essa variação é aplicada quando o lutador segura a mão/punho de seu adversário e o puxa para sua direção enquanto flexiona seu outro braço deixando seu cotovelo exposto na altura do rosto do oponente que irá colidir-se contra ele.

## Facewash
Com o oponente sentado escorado no turnbuckle, o lutador corre em sua direção e ao se aproximar levanta uma de suas pernas deixando o pé na altura do rosto do adversário, onde acerta um chute no lado frontal de seu rosto.

## Flapjack
O lutador levanta seu oponente que está de pé em frente a ele segurando uma das coxas do adversário e em seguida se lança de costas contra a lona, fazendo com que seu adversário colida seu corpo, em especial o rosto/peitoral.
O movimento pode ser aplicado tanto com o oponente parado em sua frente quanto quando ele se aproxima correndo.
Em algumas vezes o lutador pode levantar o adversário e em vez de se lançar para trás pode jogar o oponente em cima da corda superior ou no turnbuckle.

## Forearm club

Sheamus aplicando forearm clubs em Wade Barrett entre as cordas.

O lutador por trás de seu adversário segura-o pelo cabelo ou cabeça com uma de suas mãos e estica seu braço em uma posição elevada para trás enquanto fecha seu punho. O lutador então desfere uma certa quantidade de socos contra o peitoral de seu adversário ao descer seu braço.

## Forearm smash
O lutador atacante flexiona seu braço deixando seu antebraço exposto, onde então lhe acerta tal parte do corpo contra o rosto ou peitoral do oponente que vem correndo em sua direção ou está parado, fazendo-o cair na lona.

### Flying forearm smash
Após vir correndo na direção do oponente (geralmente após voltar correndo das cordas), o lutador desliza no tablado entre as pernas do oponente e levanta-se. Após o adversário virar-se o lutador lhe acerta o antebraço flexionado.

## Headbutt

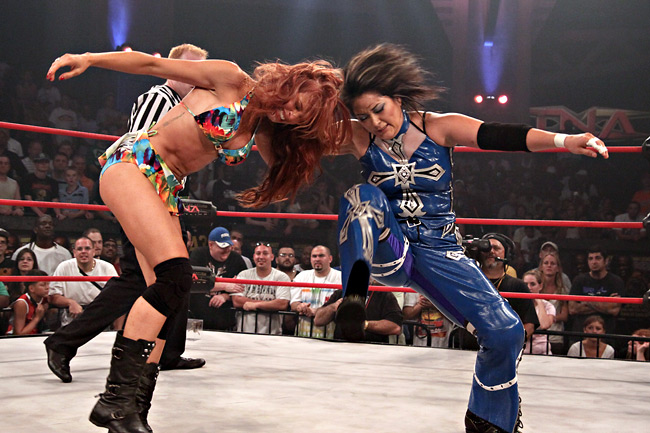
Hamada aplicando o Headbutt em Christy Hemme.

Esse movimento é geralmente utilizado por lutadores maiores para demonstrar domínio sobre seus oponentes. A execução é feita quando o lutador segura a cabeça de seu oponente e em seguida lança sua cabeça contra a do adversário, colidindo a testa de ambos.

### Diving headbutt
Essa versão é feita de cima do turnbuckle ou de qualquer outra região mais alta, onde o lutador tem o oponente deitado no tablado e salta da região mais alta deitado de bruços no ar para colidir sua testa com a do oponente. Os lutadores utilizam essa variação para causar mais impacto nos adversários.

### Jumping headbutt
Como no Diving headbutt, essa variação ocorre com o lutador também saltando para causar mais impacto. Entretanto, o lutador não salta de nenhum lugar específico, ele apenas efetua um salto no ringue, podendo ser aplicado tanto com o adversário de pé quanto deitado.

## Hip attack

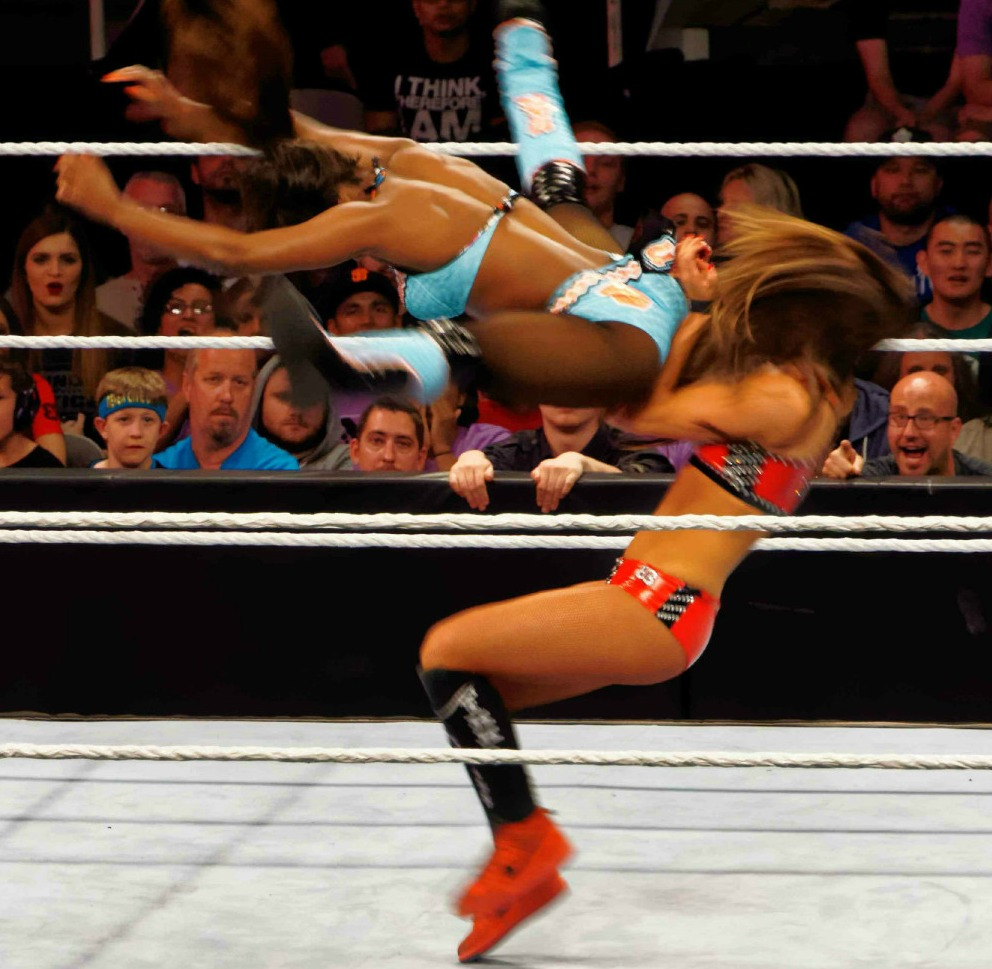
Naomi aplicando um Hip attack em Nikki Bella

Também conhecido como butt bump/thump, esse ataque consiste no lutador acertando suas nádegas contra o rosto/cabeça do oponente. Algumas variações desse oponente envolvem o lutador correr até o oponente que está encostado em algum lugar e acertar lateralmente sua cabeça contra alto no qual o lutador já está encostado; o lutador fica parado enquanto seu oponente vem correndo, onde ele salta de costas e acerta a face do adversário; o lutador efetua um pequeno salto e acerta o rosto de seu oponente que está ajoelhado ou levantando-se.

## Lariat
É um movimento facilmente confundindo com o clothesline, onde a única diferença é que o lutador não ataca o oponente com a parte inferior do cotovelo, mas sim com todo o braço reto.
Um lariat na parte de trás do pescoço e ombros do adversário é referido como northern lariat ou enzui lariat. Quando o lariat é aplicado com o lutador em pé ao lado do oponente é referido como short range lariat ou burning lariat. Antes de realizar o movimento o lutador atacante pode segurar a cabeça de seu oponente com o outro braço, enquanto que um short-arm lariat é uma variação onde o lutador agarra o pulso/mão do adversário e o puxa para perto, golpeando-o com o outro braço.
Geralmente o lariat é usado como movimento de finalização enquanto que o clothesline apenas como movimento de assinatura ou normal devido a grande diferença de rigidez que há entre os dois.

### Crooked arm lariat
Essa variação ocorre quando o lariat é aplicado com o ante-braço ereto em comparação ao restante do braço, deixando-o no formato de um "L".

### Flying lariat
O lutador corre até as cordas para ganhar impulso e quando retorna na direção de seu adversário usa o impulso ganho para saltar a atingir o lariat em seu oponente com mais força.

### Leg lariat
Também conhecido como calf kick, esse movimento é executado quando o lutador atacante corre até as cordas e retorna com o impulso saltando contra seu adversário atingindo-o com uma das pernas contra a cabeça/pescoço.

## Leapfrog body guillotine

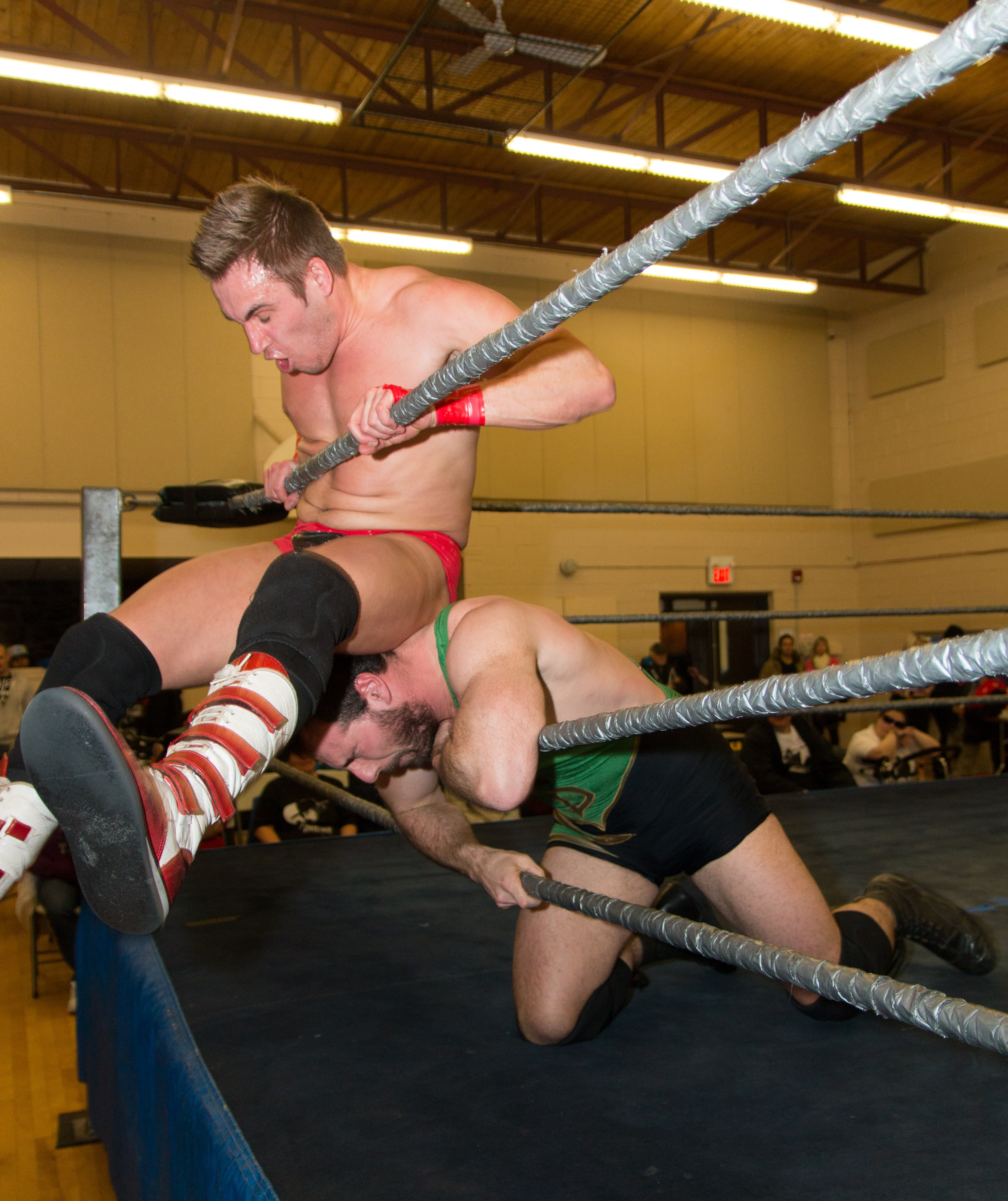
Tyler Tirva aplicando um leapfrog body guillotine em Andrew Davis.

Neste movimento o adversário está debruçado sobre a corda superior com seu peitoral/pescoço, tendo a cabeça/braços fora do ringue. O lutador atacante então corre em sua direção e salta atravessando sobre a corda do meio atingindo seu corpo contra a cabeça/pescoço do oponente para causar impacto entre o adversário e as cordas enquanto cai de pé fora do ringue.

## Punch
Socos na luta livre profissional são desferidos contra o rosto ou qualquer outra região do corpo do adversário. Eles não resultam em desqualificação, apenas no lutador ser chamado atenção pelo árbitro para parar o ataque.

### Back fist

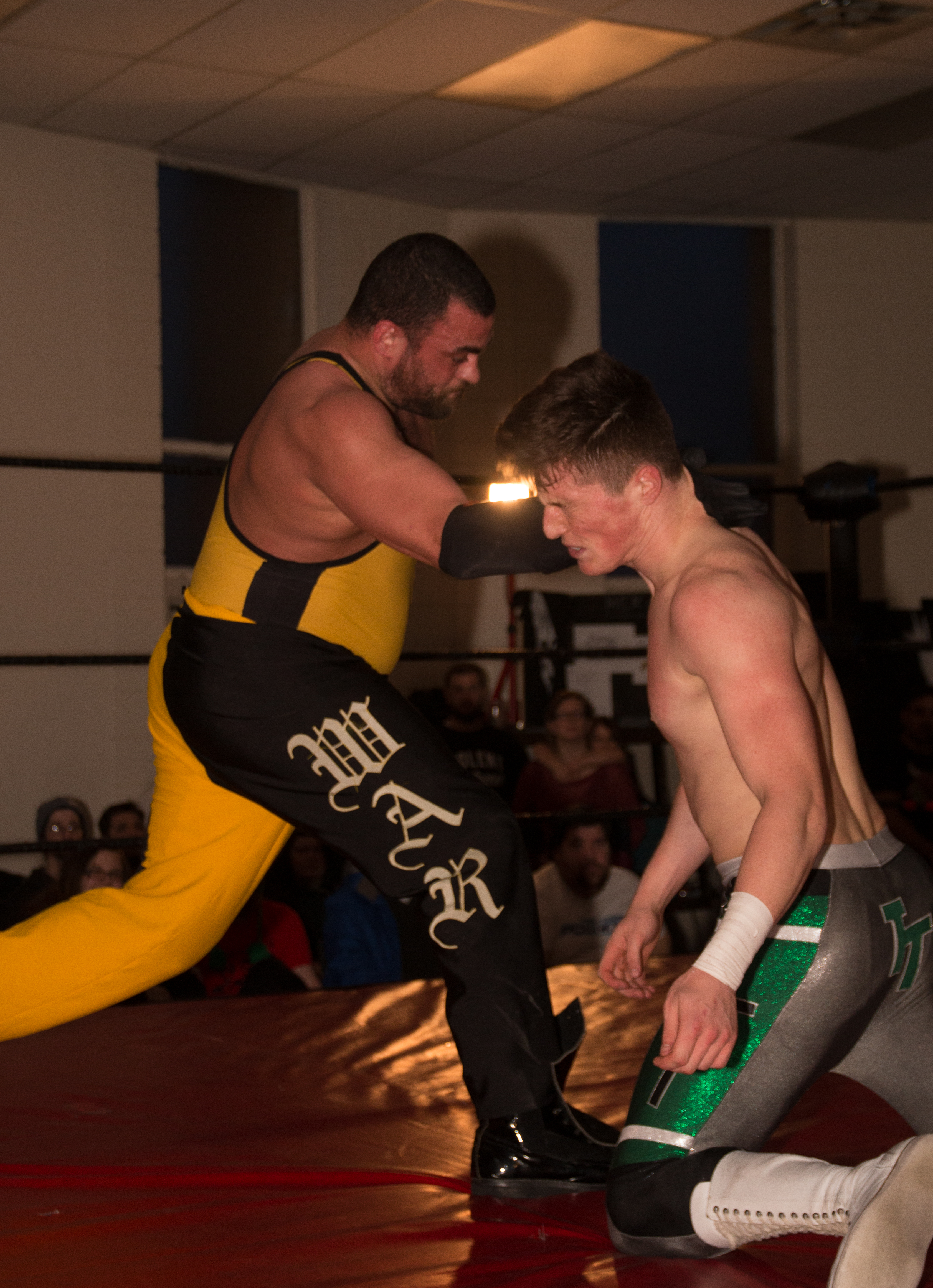
Eddie Kingston aplicando um spinning backfist em Tyler Thomas

Nessa variação de um soco normal o lutador desfere o movimento contra o rosto do oponente com a parte de trás de sua mão.

#### Spinning back fist
Nesse movimento o lutador executa um giro de 360° antes de acertar o ataque em seu adversário com o intuito de conseguir mais precisão para causar mais danos ao adversário.
Essa variação geralmente é mais comumente usada por lutadores grandes de mais peso e força que usam uma luva. É um movimento bastante comum na luta livre japonesa.

### Mounted punches
Uma variação na qual o lutador aplica uma sessão de socos contra o adversário. Essas sessões quando acontecem com o oponente encostado no turnbuckle e o adversário em pé na segunda corda tendem a ocorrer com o público contando quantos socos o lutador desfere, onde geralmente terminam em dez.
Essa variação também pode ocorrer com o adversário caído de costas no tablado com o adversário acima dele depois de derrubá-lo, geralmente após aplicar Standing double leg takedown ou um Thesz press.

### Superman punch

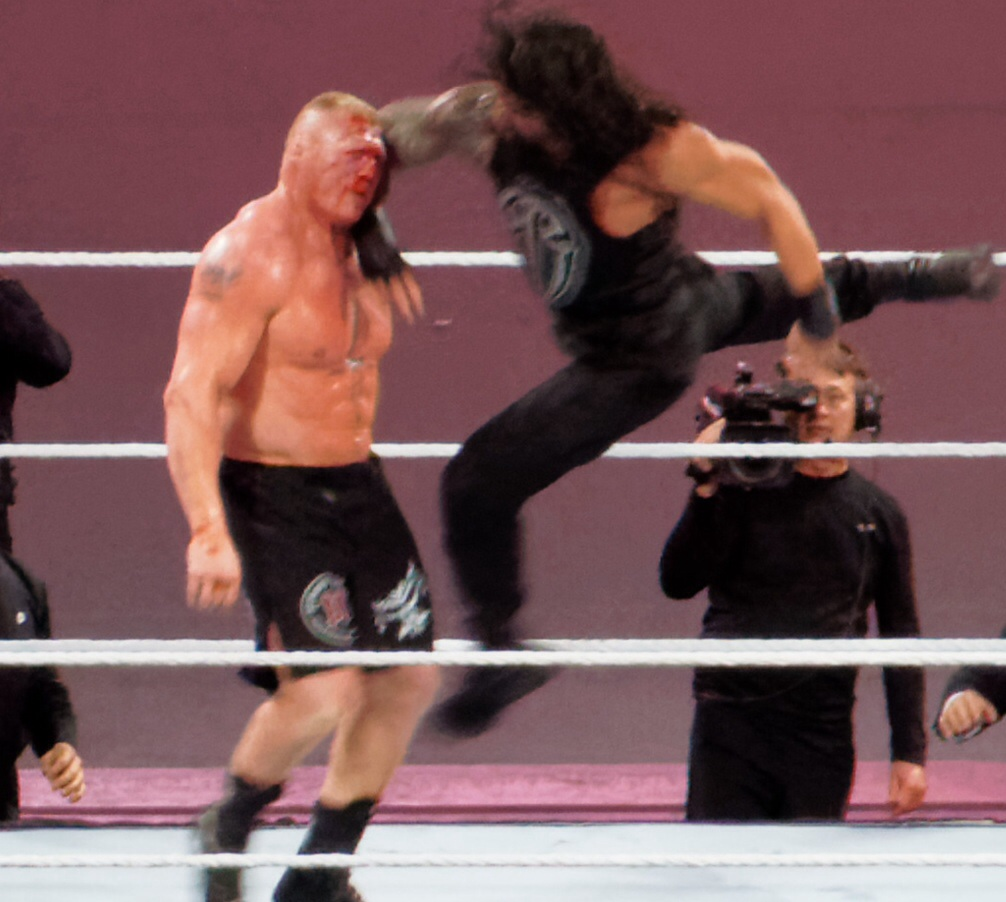
Roman Reigns aplicando o Superman punch em Brock Lesnar.

Também conhecido como Cobra punch, jumping punch ou diving punch
Este golpe é aplicado quando o lutador simula uma execução com a troca da perna de trás para a frente fingindo um pontapé, e apanhando o oponente desprevenido. O executante retira a perna utilizada e desfere um soco durante o salto. O movimento pode ser aplicado tanto frente a frente quanto uma distância corrida pelo lutador até o adversário.
Esse movimento foi popularizado na luta livre por Roman Reigns e é geralmente utilizado por lutadores mais musculosos por representar força e agilidade. É um golpe também visto no Muay Thai, sanshou, kickboxing, taekwondo e artes marciais mistas.

### Wind-up punch
A theatrical variation in which the wrestler rotates their arm in a "winding-up" motion before striking the opponent, making the punch appear more effective. Commonly used by Hulk Hogan.

## Slap
Ataque geralmente usado por lutadoras femininas e mais comumente entre Managers, onde eles acertam o rosto de seu adversário com a palma da mão.

## Senton
Movimento inversa ao big splash, onde o lutador salta contra o oponente deitado de costas para ele, caindo com suas costas contra o corpo do adversário. Esse movimento já foi chamado de senton splash e back splash em referência ao big splash. Sua variação consiste no lutador atacante executar um somersault (front flip) antes de cair sobre o adversário. Essa variação é conhecida como somersault senton, ou front flip senton/rolling senton.

### Cannonball

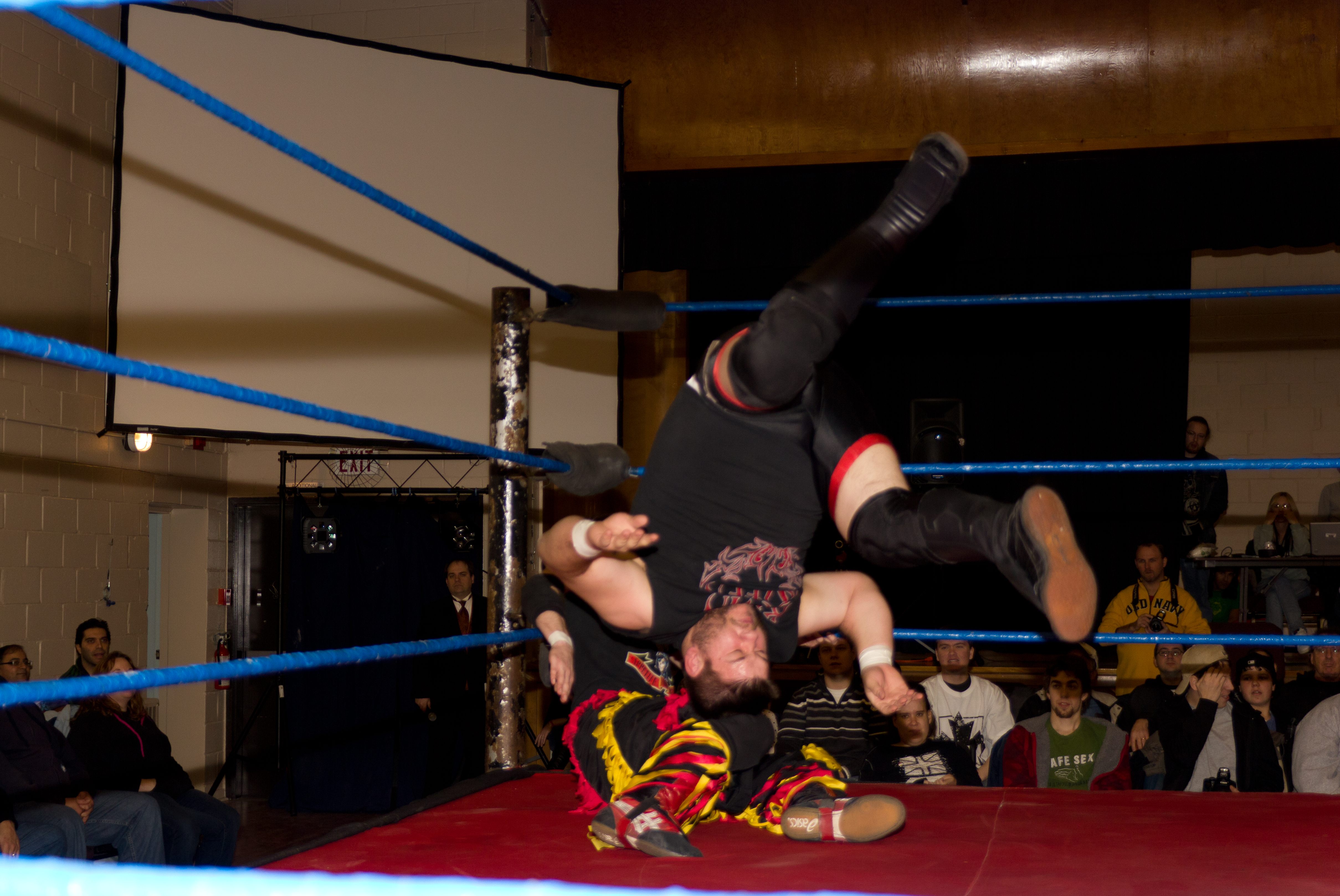
Kevin Steen aplicando um Cannonball.

Esse movimento é um Front flip senton onde o lutador atacante corre na direção de seu oponente que está escorado sentado no turnbuckle e em seguida executa um front flip ao se aproximar, atingindo o adversário com suas costas de cabeça para baixo para pressioná-lo contra o turnbuckle.
Esse ataque vem sendo popularizado por Kevin Owens.

### Seated senton
O seated senton, também conhecido como vertical splash ou butt drop, é um ataque onde o lutador salta caindo sentado em uma posição contra o peitoral/barriga do adversário. Esse movimento pode ser executado de duas maneiras; uma delas o lutador saltar na posição sentada como Rikishi ou em uma posição ajoelhada como Bastion Booger. Outra variação é com o lutador caindo do turnbuckle e o adversário em seguida lançando-se contra ele como Yokozuna.

## Shoulder block
O shoulder block é um movimento no qual o lutador ataca seu adversário batendo seu ombro contra o dele ou contra o abdômen, mantendo seu braço para baixo ao lado de seu corpo. Esse movimento pode ser feito tanto com o lutador parado quanto correndo. Esse ataque é usado na maioria das vezes pelo lutador mais alto/forte do combate quando seu adversário vem correndo em sua direção. Os lutadores menores geralmente costumam usar esse movimento após correr as cordas para ganhar impulso e ter mais precisão de derrubar o oponente, onde em algumas vezes eles mesmos acabam caindo ao tentar executar o movimento.

### Chop block
Esse movimento é aplicado na parte de trás do joelho do adversário, onde o lutador o ataca por trás ao se jogar com o ombro contra tal região afim de derrubar o oponente. Esse movimento é geralmente usado para danificar tal área do adversário onde o lutador em seguida inicia uma sessão de ataques e submissões no joelho. Uma variação do movimento sem o uso do ombro é quando o lutador acerta a região com a mão fechada.

### Spear

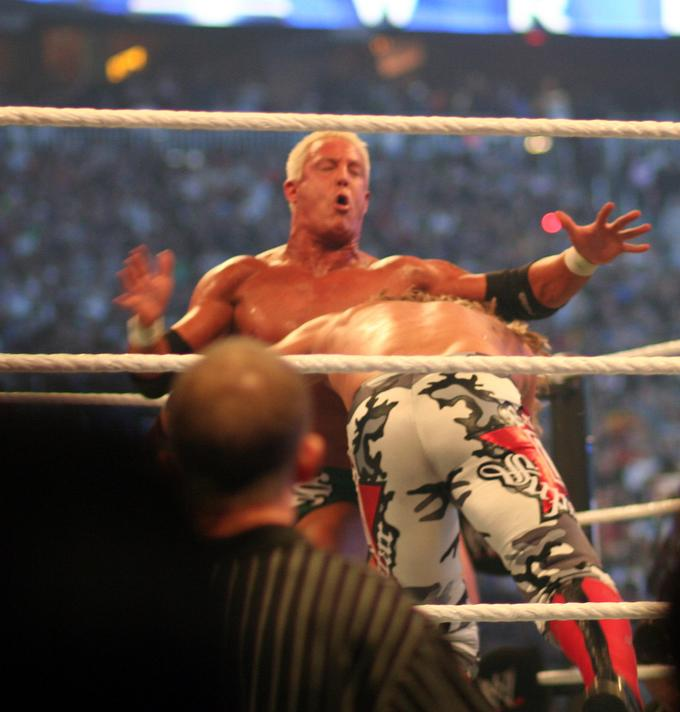
Edge aplicando o Spear em Mr.Kennedy.

Esse movimento é utilizado contra o oponente que pode estar se aproximando ou parado. O lutador corre na direção dele com o tronco curvado e executa um pequeno salto atingindo com força seu ombro contra o abdômen do oponente, fazendo-o cair de costas na lona enquanto o lutador cai de bruços ou ajoelhado.

### Turnbuckle thrust
Nesse movimento o lutador ataca seu oponente quando ele está encostado de pé contra o turnbuckle. O lutador atacante se aproxima (correndo ou não) e curva seu tronco na direção do abdômen do oponente lhe atingindo na região por diversas vezes com seu ombro. O movimento pode ser realizado em outras regiões da arena como por exemplo contra o lado do ringue ao lado de fora do mesmo; na barricada de segurança ou na mesa dos comentaristas.

## Snap
O Snap é uma manobra de transitação, no qual consiste no atacante impulsionar seu pé no chão, ao mesmo tempo que abaixa seu corpo e puxa o corpo do oponente para executar o golpe. 
Podem ser citados como exemplos o Snap Suplex, bastante utilizado por Chris Benoit no passado, Snap DDT e Snap Overhead Belly-to-Belly Suplex, ambos utilizados por The Rock

## Standing moonsault
Esse movimento é aplicado pelo lutador quando ele está próximo ao adversário deitado no chão, ele então fica de costas e efetua um Back flip caindo com seu abdômen sobre o do adversário.

## Stink Face

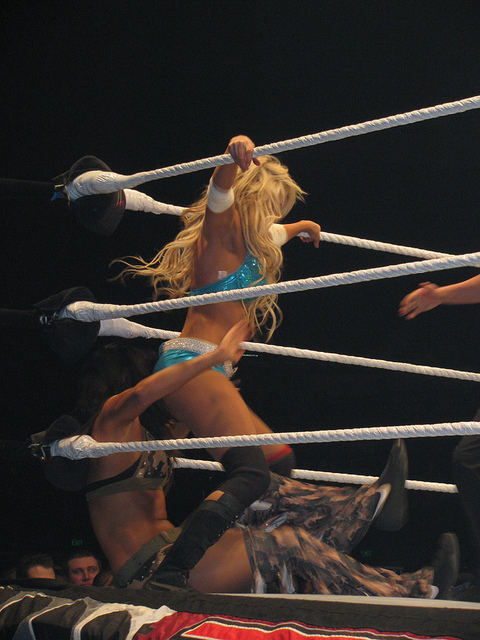
Kelly Kelly aplicando um Stinkface.

Esse movimento é aplicado pelo lutador quando seu oponente está sentado de costas no turnbuckle. O lutador se aproxima e fica de costas enquanto segura na corda do meio e começa a rebolar encostado no rosto do adversário para humilhá-lo. Esse movimento foi popularizado por Rikishi.
Uma variação desse movimento é quando o lutador é lançado até o turnbuckle pelo adversário, mas ao se aproximar agarra na corda superior e efetua um salto colocando seus pés no ombro do adversário que está vindo correndo atrás e o prende com eles, puxando-o para perto e aplicando o movimento antes de empurrá-lo para trás com os pés após terminar o ataque. Essa versão é mais popularizada por Naomi.

## Uppercut
O uppercut é um soco usado no boxe que geralmente visa acertar o queixo do oponente com o braço do lutador atacante. Junto com o hook é considerado um dos mais fortes socos. No boxe um uppercut é considerado apenas um soco enquanto que na luta livre profissional existem outras variações.

### European uppercut
Essa variação é popularizada por Cesaro. Ela consiste no lutador atacante agarrar rapidamente seu adversário pela cintura e lançá-lo para cima enquanto também traz seu braço cruzado na forma do uppercut para que quando o oponente estiver caindo se colida contra o braço.

### Knee lift
Essa variação do uppercut é feita quando o lutador usa seu joelho para acertar o queixo do adversário ao flexioná-lo e puxá-lo para cima. Esse movimento também pode ser realizado com o lutador acertando a cabeça do adversário em vez do queixo.

#### Double knee lift
Nesse movimento o lutador agarra o cabelo/cabeça do oponente de frente a frente e salta flexionando seus dois joelhos para acertar o rosto ou peitoral do adversário.

### Throat thrust
Também conhecido como throat strike, sword stab ou open-hand uppercut, esse movimento é parecido com o uppercut tradicional, mas o lutador acerta a garganta com a palma da mão usando geralmente os cinco dedos juntos. Ele também pode ser aplicado com o adversário preso em um side headlock.

## Weapon shot
Muitos itens usados para atacar os oponentes são usados pelos lutadores. Entre eles se encontram cadeiras, guitarras, mesas, títulos, "kendo sticks" e latas de lixos como os mais populares. Lançar o oponente contra a escada de metal do lado de fora do ringue não leva a desqualificação, mas usá-la para atingir o adversário (geralmente a parte de cima da mesma) leva a desqualificação. Esses itens são apenas permitidos em lutas hardcore.

### Chair shot

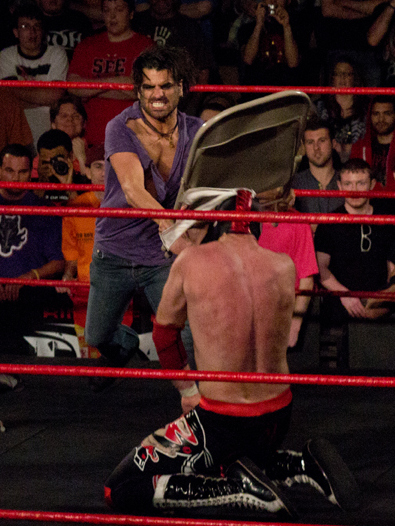
Jimmy Jacobs executando um chair shot em El Generico

O lutador atinge seu oponente em qualquer área de seu corpo com uma cadeira de aço.

### Guitar shot
Esse ataque é executado quando o lutador quebra uma guitarra na cabeça de seu adversário. Também conhecido como El Kabong em referência a Quick Draw McGraw que dizia essa frase antes de executar esse ataque.

### Con-chair-to
Nesse movimento o lutador atacante coloca a cabeça de seu oponente sobre uma cadeira e em seguida o atinge na cabeça com outra cadeira, fazendo com que o ataque cause mais dano ao oponente. Esse ataque foi popularizado por Edge e Christian.

## Movimentos de transição
Esses movimentos são para transitar um movimento para outro. Eles não servem para finalizar nenhum combate

### Discus
Este movimento é aplicado com o lutador girando seu corpo antes de aplicar seu movimento seguinte, podendo ser ele um clothesline, punch ou forearm. O movimento é usado para ganhar impulso e força para poder causar mais danos ao oponente.

### Handspring
Nesse movimento o lutador corre até as cordas onde executa um salto para frente com as mãos no tablado e batendo as pernas contra as cordas, onde é impulsionado de volta. Ao estar novamente de pé no ringue ele se lança para trás aplicando o movimento no qual pretende fazer, sendo geralmente um back elbow.
Outra variação ocorre quando o lutador adversário está encostado no turnbuckle e o atacante executa o movimento combinado com um cartwheel até atingir o adversário com o movimento final, back elbow.

### Pendulum
This is a move in which a wrestler performs a tilting sequence, similar to that of an actual pendulum, in between the ring ropes (usually near a ringpost) in order to gain momentum to perform an attack or a counterattack.

### Rolling Thunder

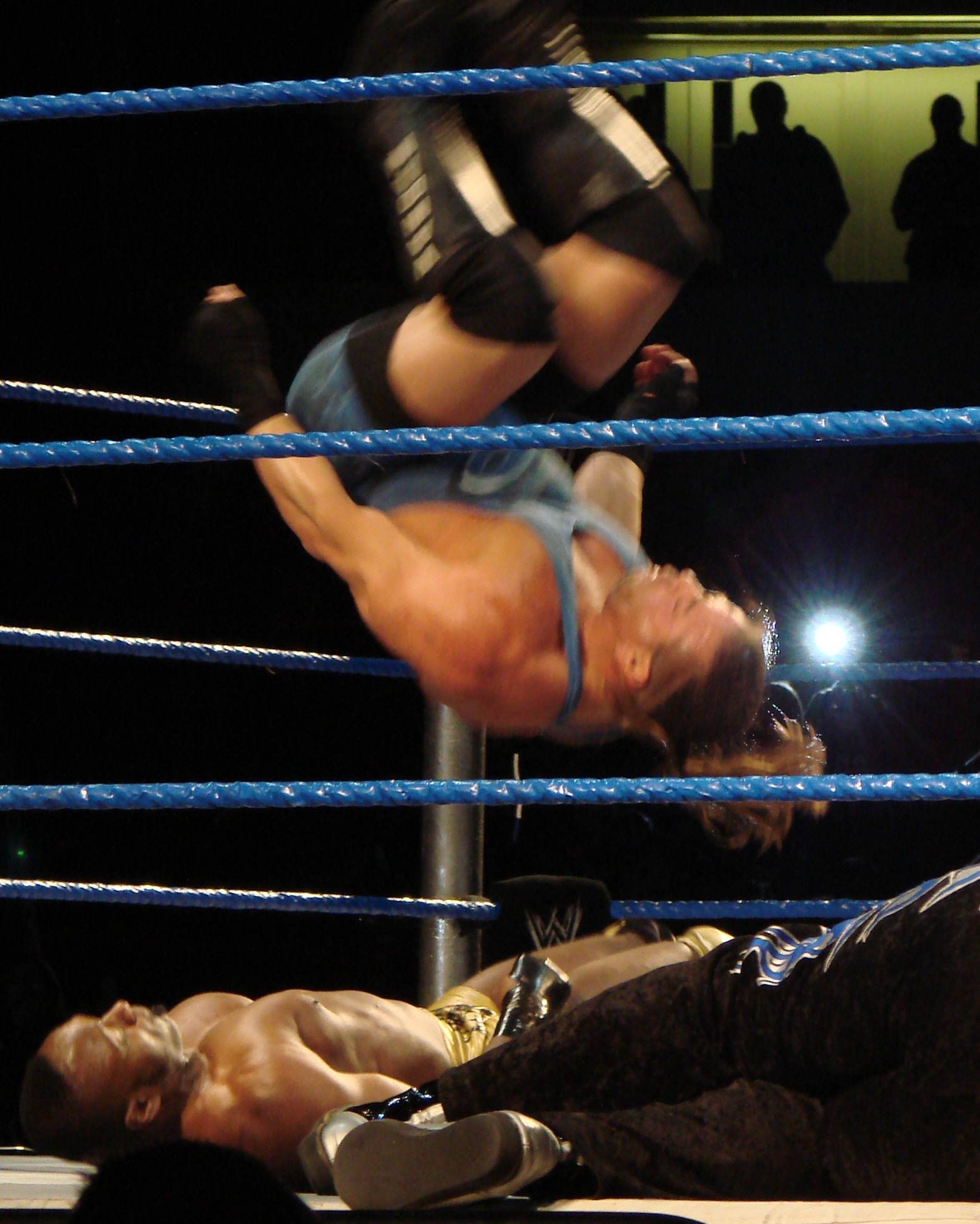
Rob Van Dam aplicando um Rolling Thunder em Marcus Cor Von.

O Rolling thunder é um movimento no qual o lutador rola para frente na direção do adversário e em seguida se lança com o impulso das pernas para cima aplicando o movimento seguinte. A versão mais popular desse movimento é seguida por um Somersault senton.

### Wheelbarrow
O lutador atacante aplica esse movimento ao encaixar suas pernas em torno da cintura do oponente após correr em sua direção e virar-se de costas para ele, lançando as pernas na direção da cintura e prendendo-as. Nesse momento, o lutador atacante usa suas mãos para aplciar um impulso em seu corpo e se lançar para cima, onde aplica em seguida o movimento de transição.
O lutador atacado por usar esse movimento ao seu favor, ao 'bloquear' o adversário antes que ele execute o movimento seguinte, podendo lançá-lo sobre as cordas superiores ou jogá-lo de rosto no tablado.

## Ataques ilegais
Ataques ilegais são geralmente usado por vilões para punir seus adversários. Esses ataques são executados quando o árbitro está distraído, pois eles causam desqualificação.

### Asian mist
Esse ataque consiste no lutador cuspir um líquido colorido no rosto do oponente. Assim, o oponente fica cego por algum tempo no enredo. O líquido usado por ser de qualquer cor, mas o mais comum é o verde. Em ocasiões raras o lutador usa algum líquido com álcool.
- Green Mist – O mais comum, ele cega o oponente.
- Red Mist – Ele queima a visão do oponente em vez de cegá-lo.
- Black Mist – Versão mais poderosa na qual deixa o oponente cego por mais tempo.
- Blue Mist – Essa versão faz com que o oponente durma.
- Yellow Mist – Essa versão faz com que o oponente fique paralisado.

### Biting
Consiste no lutador morder qualquer parte do corpo de seu adversário.

### Eye poke
Esse ataque é usado pelo lutador quando ele põe seus dedos no olho do adversário para cegá-lo por um certo momento.

### Hangman
O lutador atacante está do lado dentro do ringue enquanto seu oponente está caído de bruços nas cordas com seu pescoço/peitoral sobre a corda do meio. O lutador então força seu oponente contra aquela corda para machucar sua garganta. Isso é ilegal devido ao uso das cordas. Uma comum variação desse ataque é quando o lutador posiciona seu adversário em um catapult com ele de baixo da corda inferior tendo sua garganta na mesma direção da corda inferior para quando o movimento ser aplicado o oponente se chocar contra tal corda com sua garganta

#### Reverse hangman
Nessa variação a única coisa que muda da versão original é que o lutador atacante está do lado de fora do ringue, onde puxa a cabeça de seu adversário para baixo para machucar sua garganta contra a corda na qual ele está deitado. Esse movimento também mode ser chamado de "reverse" hotshot.

### Hair pull
Esse movimento é geralmente utilizado por lutadoras femininas, mas também pode ser usado por lutadores masculinos. O lutador atacante agarra seu oponente pelo cabelo e em seguida o lança para o outro lado do ringue.

### Low blow
Esse ataque é geralmente utilizado por vilões ou valets. Ele consiste no lutador acertar a virilha de seu adversário. A versão mais comum na luta livre é quando o lutador flexiona seu braço na forma de um "L" e passa entre as pernas do adversário acertando a parte inferior do cotovelo na região do oponente. Alguns também podem acertar o joelho flexionado na região. Esse movimento causa desqualificação imediata e por isso é utilizado apenas quando o árbitro está distraído. Na Lucha Libre esse ataque é referido como "fault" ou "foul".

### Testicular claw
Esse ataque consiste no lutador segurar o adversário pelos testículos e apertá-los. O nome dado a esse movimento na luta feminina se chama "Vaginal Claw".